# Fortuna Tessera
Fortuna Tessera è una regione della superficie del pianeta Venere caratterizzata dalla presenza di terreno crepato e frammentato, situata ad oriente del massiccio dei monti Maxwell.

## Etimologia
Il suo nome deriva da quello della dea Fortuna, divinità del caso e del destino presso la mitologia romana.